# Antônio Pinto Bandeira
Antônio Rafael Pinto Bandeira (Niterói, 9 de março de 1863 - Rio de Janeiro, 28 de agosto de 1896) foi um pintor e professor brasileiro da segunda metade do século XIX. Neto de escravos, Antônio Rafael Pinto Bandeira ingressou na Academia Imperial de Belas Artes (Aiba) aos dezesseis anos, onde, entre 1879 e 1884, foi discípulo de Zeferino da Costa.
Sua obra é dedicada à natureza-morta, ao retrato e à pintura de gênero, contudo se destacou pelas paisagens, levando-o a ser considerado um dos maiores paisagistas e marinhistas brasileiros do século XIX.

## Biografia
Antônio Rafael Pinto Bandeira nasceu na cidade de Niterói (RJ), em 9 de março de 1863. Aos dezesseis anos, ingressou na Academia Imperial de Belas Artes, escola superior de arte fundada pelo rei Dom João VI.[carece de fontes?] Na escola superior, foi aluno de Victor Meireles, Agostinho José da Mota e João Zeferino da Costa. Seu desempenho enquanto aluno chamava atenção.
Na Academia, Pinto Bandeira passou a participar regularmente das Exposições Gerais de Belas Artes, promovidas pela própria instituição, nas quais foi contemplado com prêmios de menção honrosa em modelo vivo, em 1883, grande medalha de ouro em pintura histórica, 1884, e o prêmio Imperatriz do Brasil em 1885, na categoria de pintura.[carece de fontes?]
O artista frequentou Academia até 1887, quando muda-se para Salvador, onde permaneceu por vários anos. Na capital baiana, foi professor de desenho e paisagem do Liceu de Artes e Ofícios, local em que, em 1889, realizou uma mostra na qual exibiu 15 de suas obras de paisagens, marinhas e temas religiosos. Em 1890, retorna à sua cidade natal, onde tenta, em vão, fundar uma "Escola de Belas Artes".
Em 1896, aos 33 anos de idade, Antônio Rafael Pinto Bandeira comete suicídio. O pintor se atirou de uma balsa na Baía de Guanabara. Alguns autores apontam como causa a falta de sucesso profissional combinada à sua personalidade melancólica, já Antônio Parreiras fala sobre uma desilusão amorosa que Bandeira teria sofrido motivada por preconceito racial.

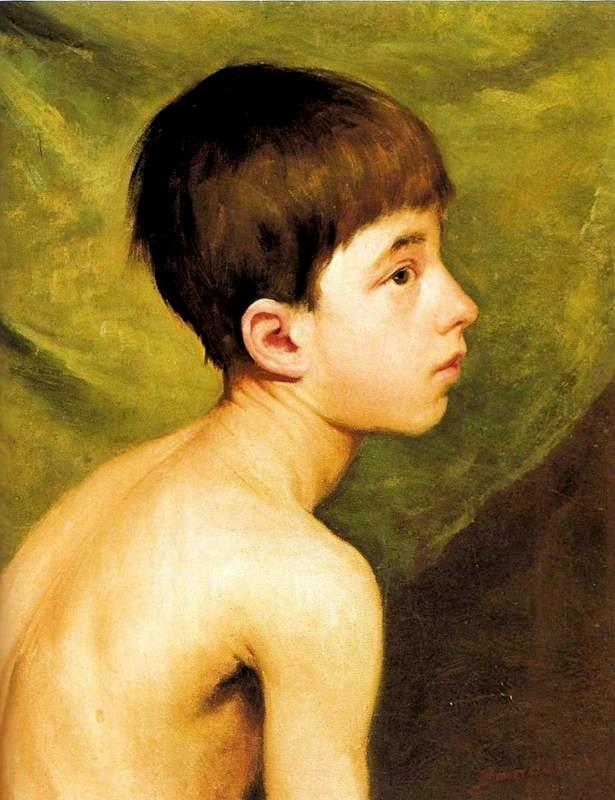
Retrato do aluno Conceição (c. 1891). Antônio Rafael Pinto Bandeira. Acervo do Museu Afro Brasil, São Paulo - SP.

Suas obras estão disponíveis nos acervos do Museu Nacional de Belas Artes (MNBA), Rio de Janiero (RJ); no Museu Antônio Parreiras, Niterói (RJ); e no Museu Afro Brasil (MAB), São Paulo (SP). Após sua morte, parte de sua produção fez parte da mostra A Paisagem Brasileira até 1900, na décima segunda Bienal do Museu de Arte Moderna de São Paulo (MAM-SP), em 1953.

## Crítica
O crítico José Teixeira Leite comparou as paisagens de Pinto Bandeira às de Caron e Vasquez e Firmino Monteiro pelas cores e pela qualidade, o que as diferenciaria seria a fidelidade à natureza. Assim como Teixeira Leite, Quirino Campofiorito, crítico e historiador, também o associa aos discípulos de Georg Grimm. Ele o considera um sucessor do estilo, devido à cautela ao representar a natureza, o que faz com que suas obras sejam ricas em detalhes. Como exemplo, o autor cita as obras Paisagem do Rio de Janeiro (1884) e Marinha (1884), ambas pertencentes ao acervo do Museu Nacional de Belas Artes.